# Péter Nagy (Literaturwissenschaftler)
Péter Nagy (* 12. Oktober 1920 in Budapest; † 20. Januar 2010 ebenda) war ein ungarischer Literaturwissenschaftler.

## Leben
Nagy studierte Französisch und Ungarisch an der Péter-Pázmány-Universität. Nach seinem Abschluss 1942 promovierte er an der Universität Genf. Zwischen 1953 und 1955 war er für einen Verlag und von 1963 bis 1966 als Dramaturg des Corvina Kiadó tätig. 1963 wurde er am Institut für Literaturwissenschaft in lettischer Literatur habilitiert. 
Von 1966 bis 1969 war er Professor an der Loránd-Eötvös-Universität, von 1971 bis 1986 Professor an der Pariser Sorbonne. 1973 wurde er Mitglied der Ungarischen Akademie der Wissenschaften und 1982 korrespondierendes, später ordentliches Mitglied der Lettischen Akademie der Wissenschaften. 1985 wurde er Mitglied der Akademie der Wissenschaften und Künste und war deren Vize-Präsident von 1985 bis 1988. Zudem war er Mitglied und Vizepräsident der ungarischen P.E.N.-Clubs.
Nagy war ungarischer Botschafter bei der UNESCO in Paris von 1985 bis 1988.
Für seine Arbeiten wurde er mit dem Attila-József-Preis (1954, 1955) und dem französischen Ordre des Palmes Académiques ausgezeichnet.

## Herausgeber
- Zsigmond Móricz, Arme Leute : 6 Erzählungen. Ausw. u. Nachw. von Péter Nagy. Budapest : Corvina Verl. 1961  DNB